# Борх, Михаил Иванович
Граф Михаэль Иоганн фон дер Борх-Любешиц, на русский манер Михаил Иванович Борх (нем. Michael von der Borch-Lubeschütz, пол. Michał Jan Borch; 31 июля 1751, Варакляны Лифляндской губернии — 29 декабря 1810, Варакляны) — генеральный обозный войск Великого княжества Литовского, с 8 августа 1772 года староста люцинский, воевода белзский (1787—1791), геолог, минералог, писатель, генерал-лейтенант.

## Краткие биографические данные
Представитель древнего и знатного рода, предки которого были владетелями в Южной Италии, переселившимися в Германию, в Вестфалию, где в XII веке стали владетельными баронами. В XIII веке Борхи переселились: одна из ветвей в Померанию, другая — в Ливонию, третья — в Польшу. Михаил был сыном Иоанна Андрея фон дер Борха (1715—1780) — великого коронного канцлера, воеводы ливонского, курляндского дипломата.
Воспитывался в родовом имении Варклянд (Варакляны) в польской Ливонии под руководством наставника-француза. Затем учился в Collegium Nobilium в Варшаве.
В 1762 году был зачислен на военную службу. В 1771 году — капитан литовской пешей гвардии. Фаворит последнего короля польского и великого князя литовского Станислава Августа Понятовского. Спасая монарха при нападении на него разбойников, получил ранение.
В 1776 году был произведён в полковники гусарского полка, но под впечатлением прочитанных книг с описанием природы Сицилии предпринял путешествие в Южную Италию, а затем и на Мальту. После возвращении в Польшу Борх продолжил быстрый карьерный рост на военной службе. Ему был присвоен чин генерал-лейтенанта, а в 1781 году — звание великого обозного (генерал-квартирмейстера) литовского. Он неоднократно избирался послом от Ливонского воеводства на сеймы Речи Посполитой, а в 1786 году был назначен представителем по военной части в Королевский Совет.
До первого раздела Речи Посполитой в 1772 году занимал должность губернатора Витебска.
28 марта 1783 года был возведён с нисходящим его потомством грамотою императора Иосифа II в графское достоинство Священной Римской империи.

## Научная и литературная деятельность
Научной деятельностью начал заниматься ещё в юности, наибольшая активность пришлась на 1774—1778 годы. Стал известным в Европе учёным и политическим деятелем. Увлекался естествознанием. Предметом особого интереса графа была геология. Считается создателем нового направления геохимии — геобиохимии. Его работы были признаны специалистами только спустя десятилетия после смерти ученого. Борху принадлежит понятие об «индикаторных растениях», указывающих на присутствие в экологической зоне определенных металлов.
Борх много путешествовал: объездил Швейцарию, Францию, Италию, написал обширные труды по минералогии Сицилии и Мальты. Был избран членом 16 научных академий и обществ в Италии и Франции, а в 1786 году также в члены Императорского вольного экономического общества в Санкт-Петербурге — это одно из старейших научных обществ России, по сути первая общественная организация Российской империи.
В 1776 году Михаил фон дер Борх с целью поощрения студентов, изучающих геометрию, учредил в Лионском университете награду в виде медали.
Его именем назван один из видов брахиоподов (тип морских беспозвоночных животных) — Bicarinatina borchi.
Борх интересовался научными новостями, до конца жизни поддерживал деятельную переписку с Бернулли, Палласом, Вольтером, Гёте, Бюффоном, Мюллером и многими другими.
Им внесён значительный вклад в международную ученую литературу в области минералогии, геологии, ботаники, политической истории и литературы.
Около 1790 года покинул государственную службу.
Последние 20 лет жизни Борх провел уединённо в своей усадьбе в Вараклянах. По его распоряжению в имении был сооружён каменный дворец по проекту итальянского архитектора Винченцо Мадзотти и разбит большой живописный парк с липовыми аллеями, искусственными прудами и островками. Здесь он написал элегическое сочинение на французском языке «Сентиментальный сад в Вараклянах» (Варшава, 1795). Вараклянский дворец Борхов (1783—1789, классицизм, архитектор Винченцо Мадзотти) значится в перечне памятников архитектуры Латгальского региона, в строительстве которых использовалась керамика.
Михаил Борх составил на французском языке жизнеописание своего тестя — рижского генерал-губернатора графа Броуна, переведённое в 1795 году в Риге на немецкий язык («Leben des Reichgrafen George von Browne»).
Будучи книголюбом, Борх собрал богатейшую библиотеку, включавшую литературу практически по всем областям точных знаний, составил обширную коллекцию минералов и самоцветов, а также многочисленных памятников древности.
Был кавалером орденов Святого Станислава, Белого орла и Пфальцского льва.

## Семья

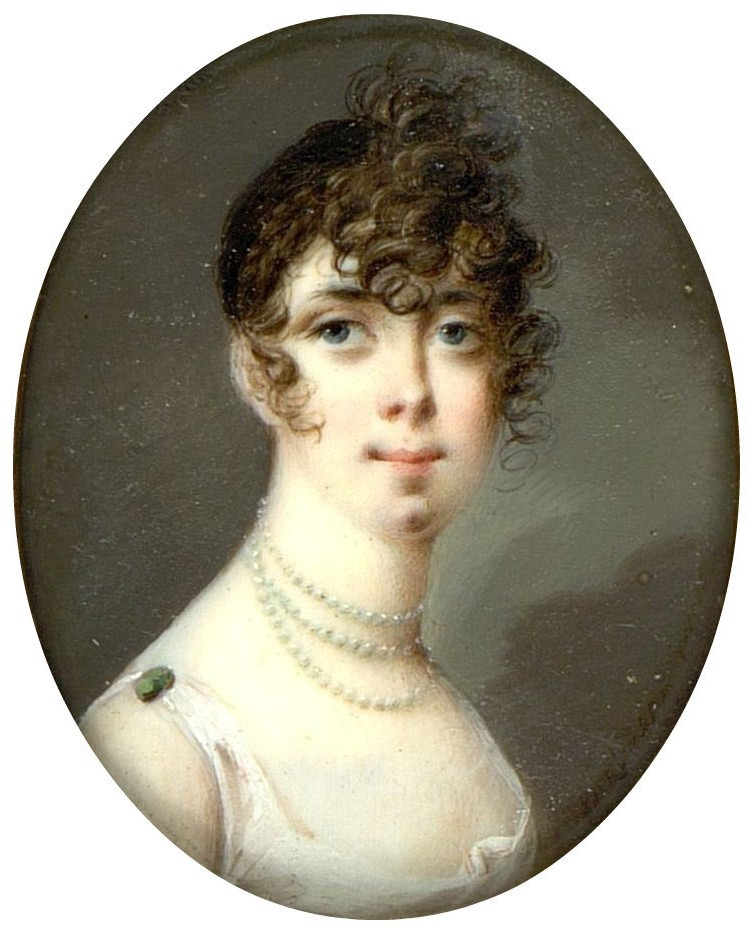
Элеонора Юрьевна Борх

Жена (с 1783) — графиня Элеонора Юрьевна Броун (1766—1844), дочь рижского генерал-губернатора графа Ю. Броуна, в браке с которой Борх имел троих сыновей и четырёх дочерей:
- Софья (1795—1880) — супруга Фёдора Фёдоровича Келлера; у них сын Эдуард.
- Карл (1798—1861) — витебский губернский предводитель дворянства, женат на графине Луизе Михайловне Платер-Зиберт;
- Александр Антон Станислав Бернгардт (1804—1867), д.т.с., обер-церемониймейстер, женат с 1833 года на фрейлине графине Софье Ивановне (1809—1871), дочери графа И. С. Лаваля;
- Иосиф Казимир (1807—1881) — с 1830 года женат на Любови Викентьевне Голынской (1812—1868), дочери тайного советника Викентия Ивановича Голынского[8]. Его именем был подписан «Патент на звание рогоносца», полученный в 1836 году А. С. Пушкиным и ставший причиной дуэли последнего с Дантесом.
- Луиза — в первом браке замужем за графом Александром Матвеевичем Ламздорфом, во втором — за Эдуардом фон Функом;
- Изабелла — замужем за Василием Фёдоровичем Гротом;
- Анна — замужем за Фёдором Фёдоровичем Гротом.

Владелец поместья Варакляны (в Латвии, недалеко от Резекне). Сейчас в помещениях дворца размещается музей округа Варакляны, одновременно проводится восстановление отдельных фрагментов дворца. В Третьяковской галерее имеется портрет графа Михаила Ивановича Борха.